# Rodolfo Pio
Rodolfo Pio, italijanski rimskokatoliški duhovnik, škof in kardinal, * 22. februar 1500, Carpi, † 2. maj 1564, Faenza.

## Življenjepis
13. novembra 1528 je bil imenovan za škofa Faenze; s tega položaja je odstopil 10. oktobra 1544.
22. decembra 1536 je bil povzdignjen v kardinala. Sledilo je več imenovanj za kardinal-duhovnika (23. julij 1537 - S. Pudenziana, 28. november 1537 - S. Prisca, 24. september 1543 - S. Clemente in 17. oktobra 1544 - Bazilika svete Marije v Trasteveru) in kardinal-škofa (29. november 1553 - škofija Albano, 11. december 1553 - škofija Frascati, 29. maj 1555 - škofija Porto e Santa Rufina in 18. maj 1562 - škofija Ostia.